# 西利古里
西利古里（Siliguri），是印度西孟加拉邦Darjiling and Jalpaiguri县的一个城镇。总人口470275（2001年）。

## 人口
该地2001年总人口470275人，其中男性249942人，女性220333人；0—6岁人口54691人，其中男27584人，女27107人；识字率70.08%，其中男性为74.76%，女性为64.78%。